# TI-83-reeks
TI-83 is een serie grafische rekenmachines geproduceerd door Texas Instruments, die veel gebruikt worden in het (middelbaar) onderwijs.

## TI-83
De TI-83 werd uitgebracht in 1996 als een verbeterde versie van de TI-82 en werd een van de meest gebruikte grafische rekenmachines in middelbare en hogere scholen. Naast de normale functies die op een wetenschappelijke rekenmachine te vinden zijn, biedt de TI-83 veel extra mogelijkheden, zoals het tekenen van functies, verschillende grafische modes, statistiek, trigonometrie en algebraïsche functies. Hoewel niet zo veel analytische functies aanwezig zijn, kunnen toepassingen of programma's gedownload worden voor de rekenmachines.
Texas Instruments verving de TI-83 door de TI-83 Plus in 1999. Deze had een Flash ROM zodat men het besturingssysteem kon updaten indien dit nodig was of om grote nieuwe Flash Applications op te slaan die via een nieuwe toets (Apps) beschikbaar waren. In dit geheugen konden ook gebruikersprogramma's en -gegevens worden opgeslagen. In 2001 verscheen de TI-83 Plus Silver Edition, met ongeveer negen maal zoveel beschikbaar flashgeheugen en een verwerkingssnelheid (15 MHz) die meer dan tweemaal zo groot was als bij een standaard-TI-83.
De TI-83 was de eerste rekenmachine in de TI-reeks die ingebouwde assembleertaalondersteuning bood. (De TI-85 en TI-82 hadden ASM-ondersteuning niet standaard beschikbaar). Deze ondersteuning was beschikbaar via een verborgen optie van de rekenmachine. Gebruikers moesten hun assembly-programma schrijven op hun computer, het compileren en als programma naar hun rekenmachine sturen. Daar moest men het commando "Send(9prgm...)" uitvoeren en het programma werd uitgevoerd. De opvolgers van de TI-83 hadden in de plaats van het Send(9)-achterdeurtje een minder verborgen Asm()-commando.

## TI-83 Plus
De TI-83 Plus is de grafische rekenmachine van Texas Instruments die in 1999 verscheen als een verbeterde versie van de TI-83. De TI-83 Plus is een van TI's meest gebruikte rekenmachines. Het toestelletje gebruikt een ZiLOG Z80-microprocessor die aan 6 MHz werkt, heeft een 96×64 monochroom lcd-scherm en 4 AAA-batterijen en CR1616- of CR1920-reservebatterijen. De grootste verbetering ten opzichte van de TI-83 was de toevoeging van 512 KiB flashgeheugen dat toeliet om het besturingssysteem te upgraden of applicaties te installeren. Het meeste flashgeheugen werd door het besturingssysteem gebruikt, 160 KiB bleef beschikbaar voor bestanden en applicaties van de gebruiker.
Hoe toestel werd ontworpen voor hogere scholen en bevat alle normale mogelijkheden van een wetenschappelijke rekenmachine met daarnaast verschillende grafische mogelijkheden, een omgeving voor financiële berekeningen, matrixbewerkingen, programmeermogelijkheden, enzovoort. Symbolische berekeningen waren niet ingebouwd in de TI-83 Plus maar waren beschikbaar via een uitbreiding die geboden werd door Detached Solutions. Het toestel kan geprogrammeerd worden via de taal TI-BASIC, dat lijkt op de BASIC-computertaal. Het programmeren was ook mogelijk in TI Assembly, gebaseerd op Z80-assembly en een aantal systeemoproepen van TI. De programma's in assembleertaal werkten veel vlugger, maar waren moeilijker om te schrijven.

## TI-83 Plus Silver Edition
De TI-83 Plus Silver Edition is de recentste versie van de TI-83 Plus rekenmachine en verscheen in 2001. Enkele verbeteringen ten opzichte van de vorige versie waren 1,5 MiB Flash ROM, betere transfer-hardware, een transparante zilverkleurige behuizing en meer voorgeïnstalleerde toepassingen. De doos bevatte ook een USB-kabel. Het toestel is bijna helemaal compatibel met de TI-83 Plus. De enige problemen doken op doordat sommige programma's (meestal spelletjes) te snel uitgevoerd werden op de Silver Edition of doordat sommige programma's problemen hadden met de linkhardware. De vormgeving van het toestel was echter grotendeels gelijk.
In april 2004 werd de TI-83 Plus Silver Edition vervangen door de TI-84 Plus Silver Edition. Die heeft dezelfde processor en hoeveelheid geheugen, maar heeft een ingebouwde USB-poort, klok en verwisselbare voorplaten. De TI-83 Plus Silver Edition is niet langer in productie.